# 前橋ブックフェス
前橋ブックフェス（まえばしブックフェス）は、群馬県前橋市で開催された、本をトレードする祭。2022年と2024年に開催された。
発案者は、前橋出身のコピーライター糸井重里。本を捨てるには勿体無いが売るのも抵抗がある。そこで本をトレードする祭があればいいと思っていたら、同郷のジンズCEO田中仁が共鳴して開催する運びとなった。

## 第一回
2022年、前橋市長・山本龍、漫画家・みうらじゅん、ミュージシャン・つじあやの等が参加した。

## 第二回
2024年、前橋市長・小川晶、漫画家・あだち充、ミュージシャン・亀田誠治等が参加した。小川市長の他に田中仁や盛岡市長・内館茂やヘラルボニー副社長・松田文登も参加したシンポジウムも行われた。